# Lidia Bobrova
Pour les articles homonymes, voir Bobrova.
Lidia Bobrova (née le 13 juin 1952 à Zabaïkalsk, Transbaïkalie) est une réalisatrice, scénariste et productrice russe.

## Biographie
En 1975, diplômée de la faculté d'histoire de Léningrad, elle reste dans cette ville pour travailler à la bibliothèque de l'Institut Expérimental de Médecine. Ne voulant pas collaborer au système, elle quitte l'enseignement et rentre à l'Institut national de la cinématographie à Moscou d'où elle sort diplômée en 1983. Quatre ans après et pendant deux années, elle poursuit des études de réalisatrice et de scénariste en bénéficiant des cours d'Evgueny Gabrilovitch aux cours supérieurs de formation des scénaristes et réalisateurs de Moscou. C'est à ce moment-là qu'elle tourne son premier film, un court métrage de 29 minutes, La Maturation et son film de fin d'études Oh, vous mes oies qui lui permet d'obtenir son diplôme mais qui reste au placard pendant dix ans car on le trouve trop éloigné des directives officielles. Elle rejoint Lenfilm en 1995 où elle obtient un poste de direction mais cela n'empêche pas ses scripts d'être refusés car on les trouve pas conformes à l'idéologie officielle. Avec la perestroïka son scénario est publié puis produit par le studio expérimental du réalisateur Alexeï Guerman à Lenfilm. Elle va continuer à tourner comme le montre sa courte filmographie et va accumuler une grande quantité de récompenses, de distinctions, de nominations à travers le monde comme le confirme la liste ci-dessous, peut-être incomplète à ce jour.

## Filmographie

### Réalisatrice
- 1989 : La Maturation (Взросление, Vzrosleniye), court métrage
- 1991 : Oh, vous mes oies (Ой, вы, гуси, Oy, vy, goussi)
- 1997 : Dans ce pays-là (В той стране, V toï strane)
- 2003 : Baboussia (Бабуся, Baboussia)
- 2009 : Je crois (Верую!, Verouyou!)

### Scénariste
- 1991 : Oh, vous mes oies
- 1997 : Dans ce pays-là
- 2003 : Baboussia
- 2007 : Le Ravin (Яр) réalisé par Marina Razbejkina

### Productrice
- 2009 : Je crois

## Récompenses
- 1991 : Nomination pour le léopard d'or au Festival international du film de Locarno pour Oh, vous mes oies.
- 1992 : Grand Prix SACD pour Oh, vous mes oies au Festival Premiers Plans d'Angers.
- 1992 : Grand prix du jury européen pour Oh, vous mes oies au Festival Premiers Plans d'Angers.
- 1997 : Prix de la Guilde des Critiques et historiens du cinéma  pour Dans ce pays-là au Festival «Kinochoc» à Anapa.
- 1998 : Prix FIPRESCI de la Berlinale, mention honorable, pour Dans ce pays-là. Traduction de la justification donnée par le jury : Pour une description émouvante et dramatique de la vie dans un village russe d'aujourd'hui, menée courageusement dans la tradition du réalisme russe.
- 1998 : Prix du film en faveur de la paix pour Dans ce pays-là à la Berlinale.
- 1998 : Prix Don Quichotte, mention spéciale, pour Dans ce pays-là à la Berlinale.
- 1998 : Nomination pour le Nika à Moscou de la meilleure réalisation pour Dans ce pays-là.
- 1998 : Nomination pour le Nika à Moscou du meilleur scénario pour Dans ce pays-là.
- 1998 : Grand prix au festival «Littérature et cinéma» pour Dans ce pays-là à Gatchina.
- 1998 : Prix spécial du jury pour Dans ce pays-là au Festival du film de Turin.
- 1998 : Nomination pour le prix de la ville de Turin à Dans ce pays-là au Festival du film de Turin.
- 1998 : Grand prix du jury au Festival international de films de femmes de Créteil pour Dans ce pays-là.
- 1998 : Grand Prix du Public aux Rencontres Internationales de Cinéma de Paris pour Dans ce pays-là[1].
- 1999 : Prix décerné à une œuvre étrangère au Festival international du film de Tromsø pour Dans ce pays-là.
- 2002 : Prix du Festival d'Angers pour Oh, vous mes oies.
- 2003 : Prix Don Quichotte au Festival international du film de Karlovy Vary pour Baboussia.
- 2003 : Prix spécial du jury au Festival international du film de Karlovy Vary pour Baboussia.
- 2003 : Prix du jury œcuménique remis au Festival international du film de Karlovy Vary pour Baboussia.
- 2003 : Nomination au globe de cristal pour Baboussia au Festival international du film de Karlovy Vary.
- 2003 : Prix du public au Festival Paris Cinéma du 2 au 15 juillet pour Baboussia.
- 2003 : Prix Arte au Festival Paris Cinéma du 2 au 15 juillet pour Baboussia.
- 2003 : Grand prix, Griffon d'or qui récompense le meilleur film expérimental pour Baboussia au Festival international des Festivals  à Saint-Pétersbourg.
- 2003 : Nomination à l'étoile d'or au Festival international du film de Marrakech pour Baboussia.
- 2003 : Grand prix pour Baboussia au Festival du film de Cottbus.
- 2003 : Prix du public pour Baboussia au Festival du film de Cottbus.
- 2004 : Cygne d'or du meilleur scénario pour Baboussia au festival de Copenhague.
- 2004 : Prix du public pour Baboussia au Festival de Copenhague.
- 2004 : Olivier d'or pour Baboussia au Festival du cinéma européen de Lecce.
- 2010 : Prix du public au festival «Littérature et cinéma» pour Je vois (ou Doucha) à Gatchina.